# دانشگاه ملی ایرلند

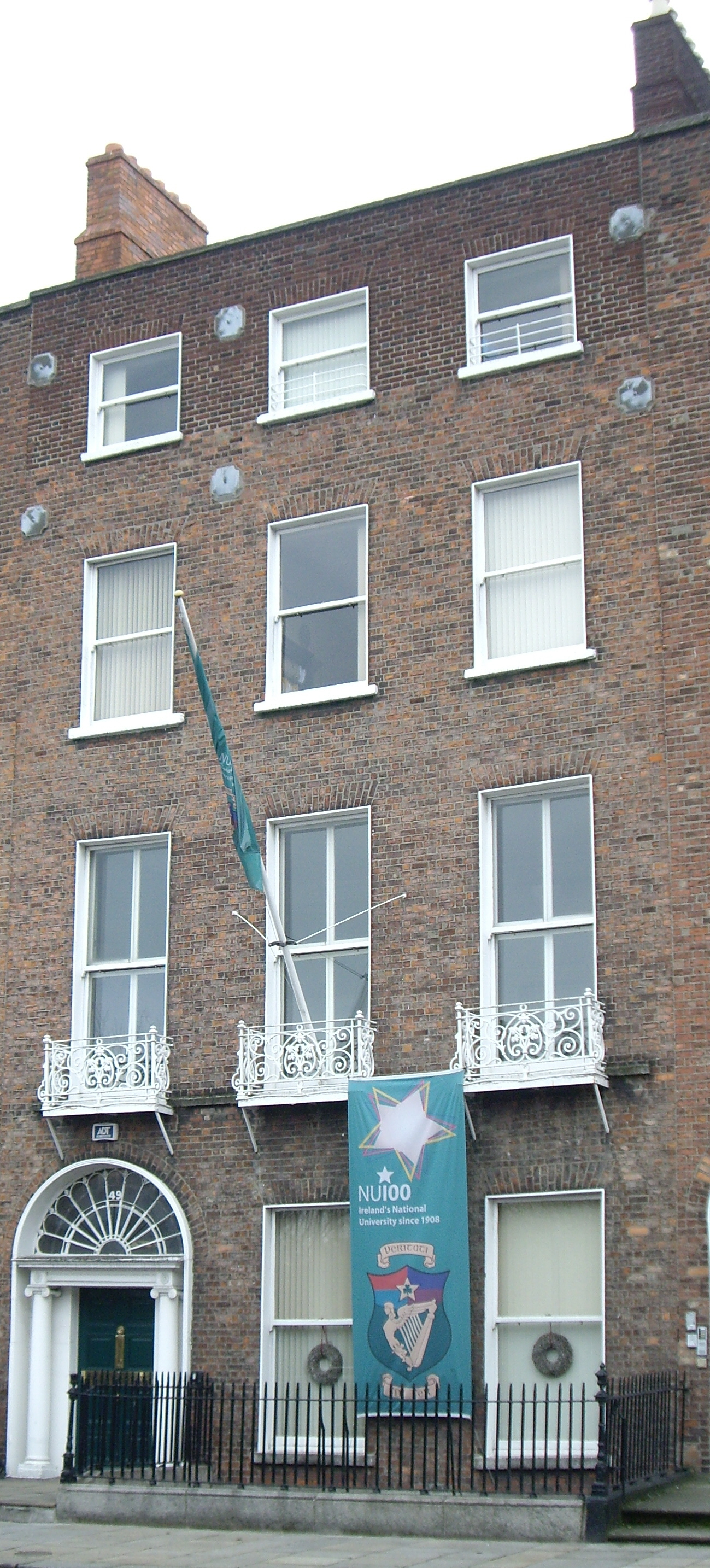
نمایی از ساختمان دانشگاه

دانشگاه ملی ایرلند (ایرلندی: Ollscoil na hÉireann) یک دانشگاه کالجی در ایرلند است که در سال ۱۹۰۸ تأسیس شد.